# 維蘇卡爾

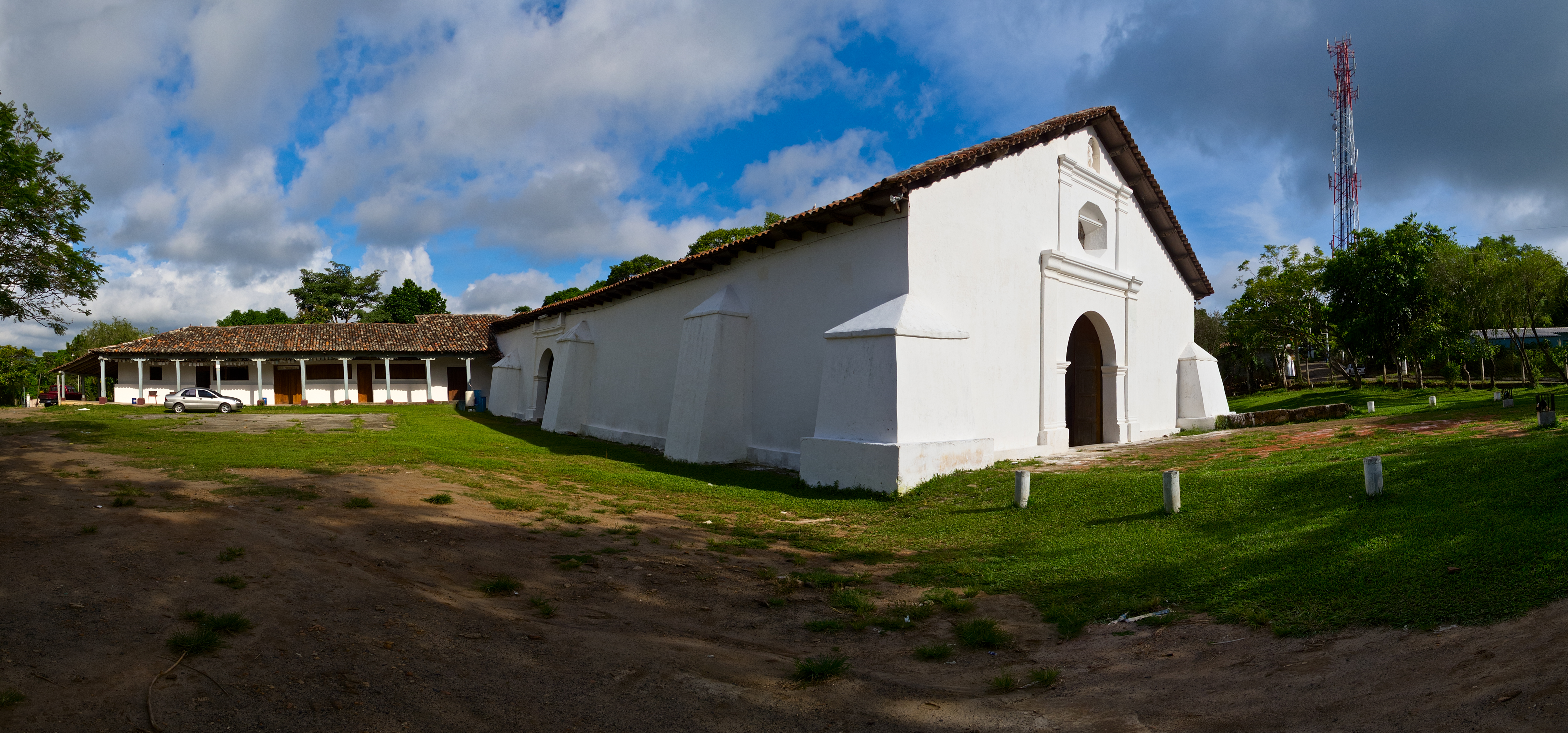

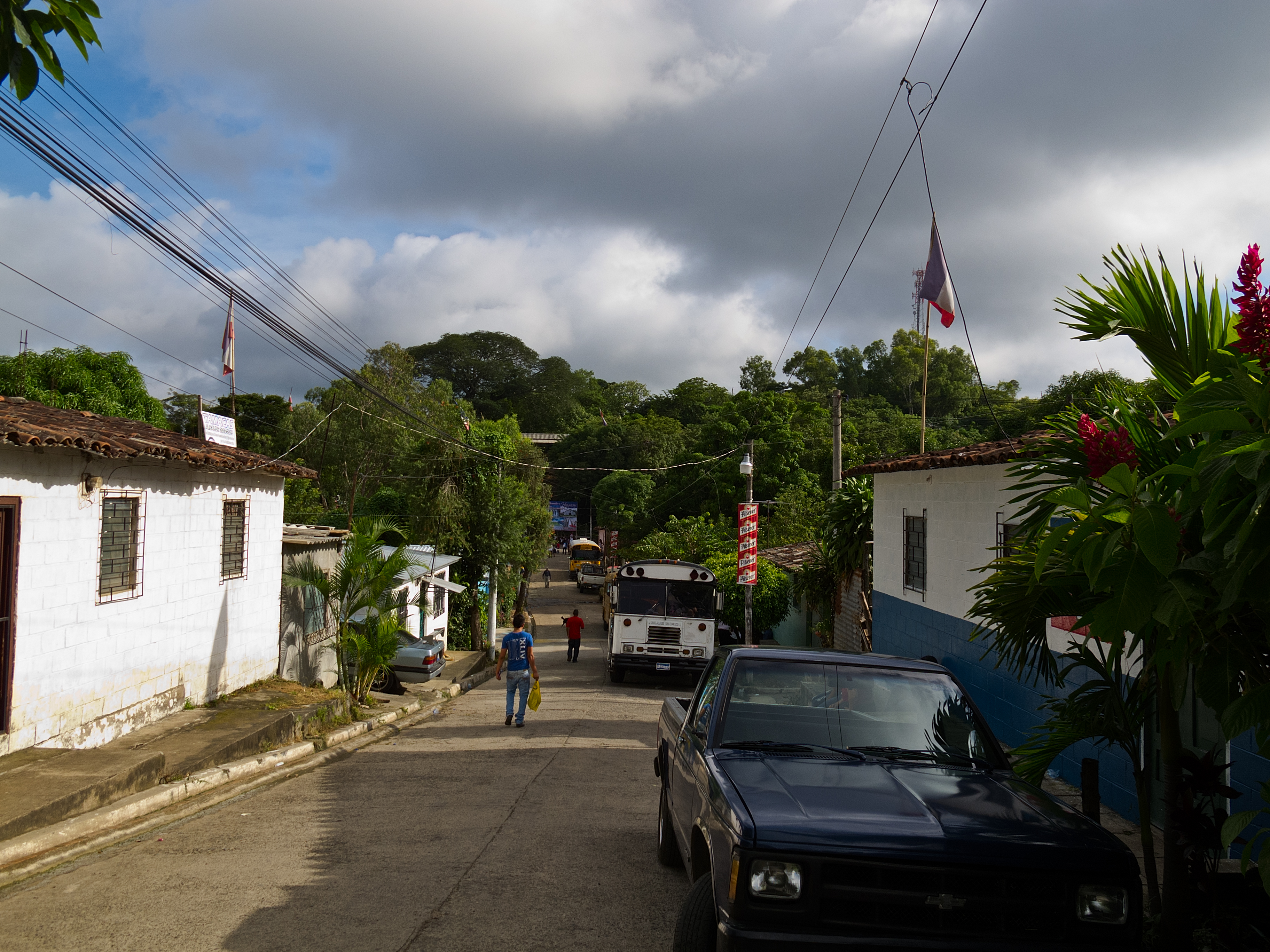

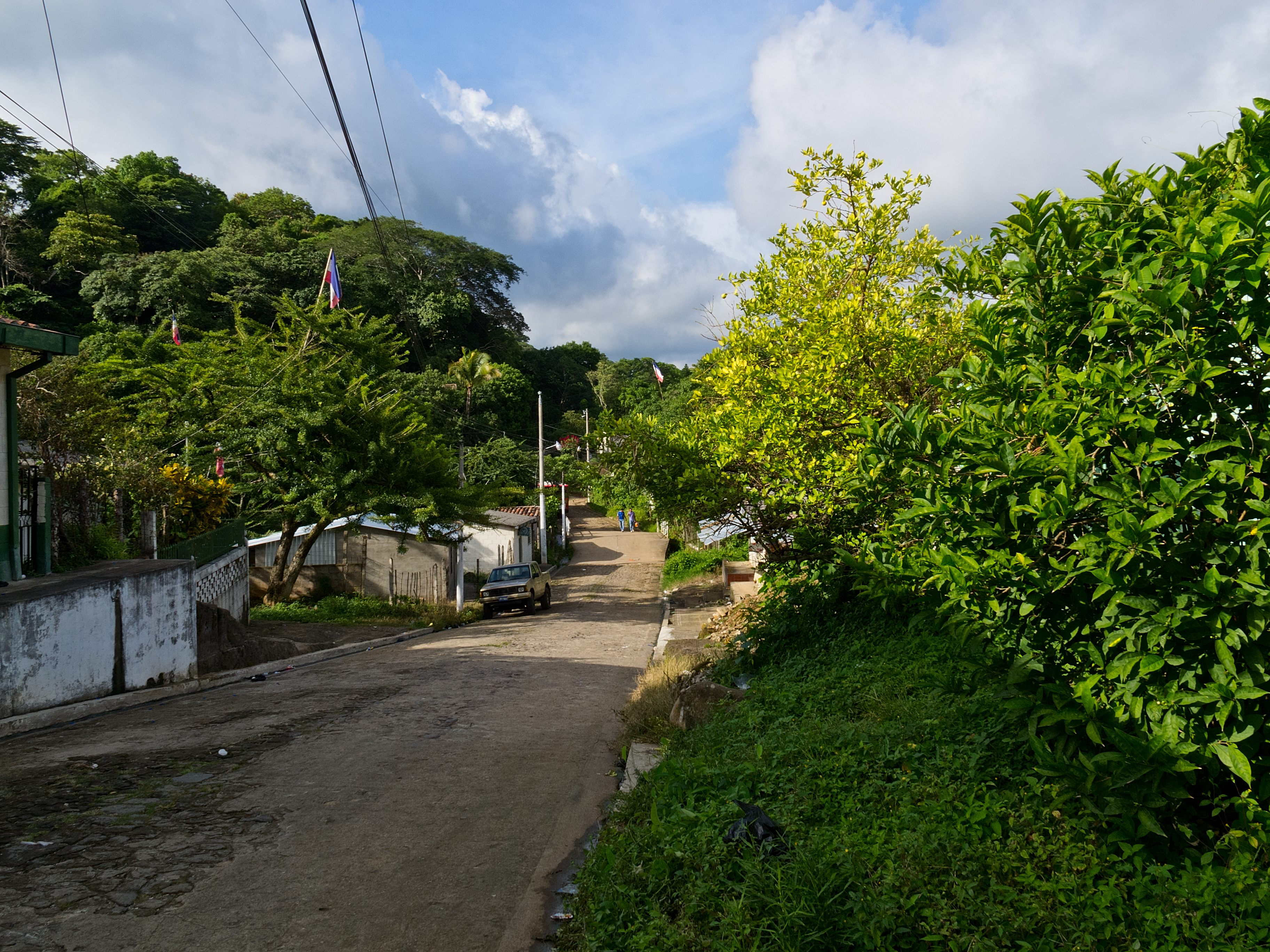

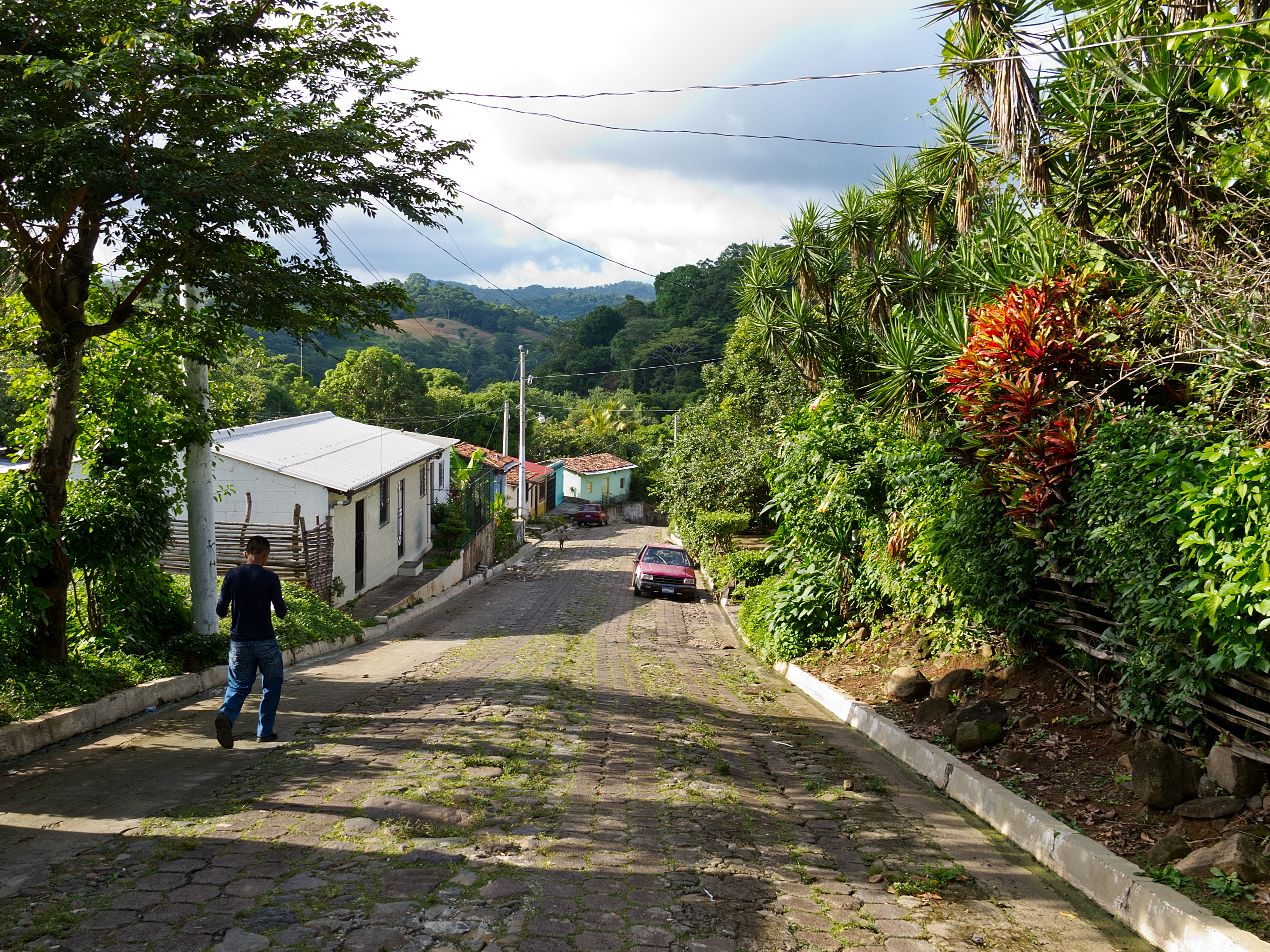

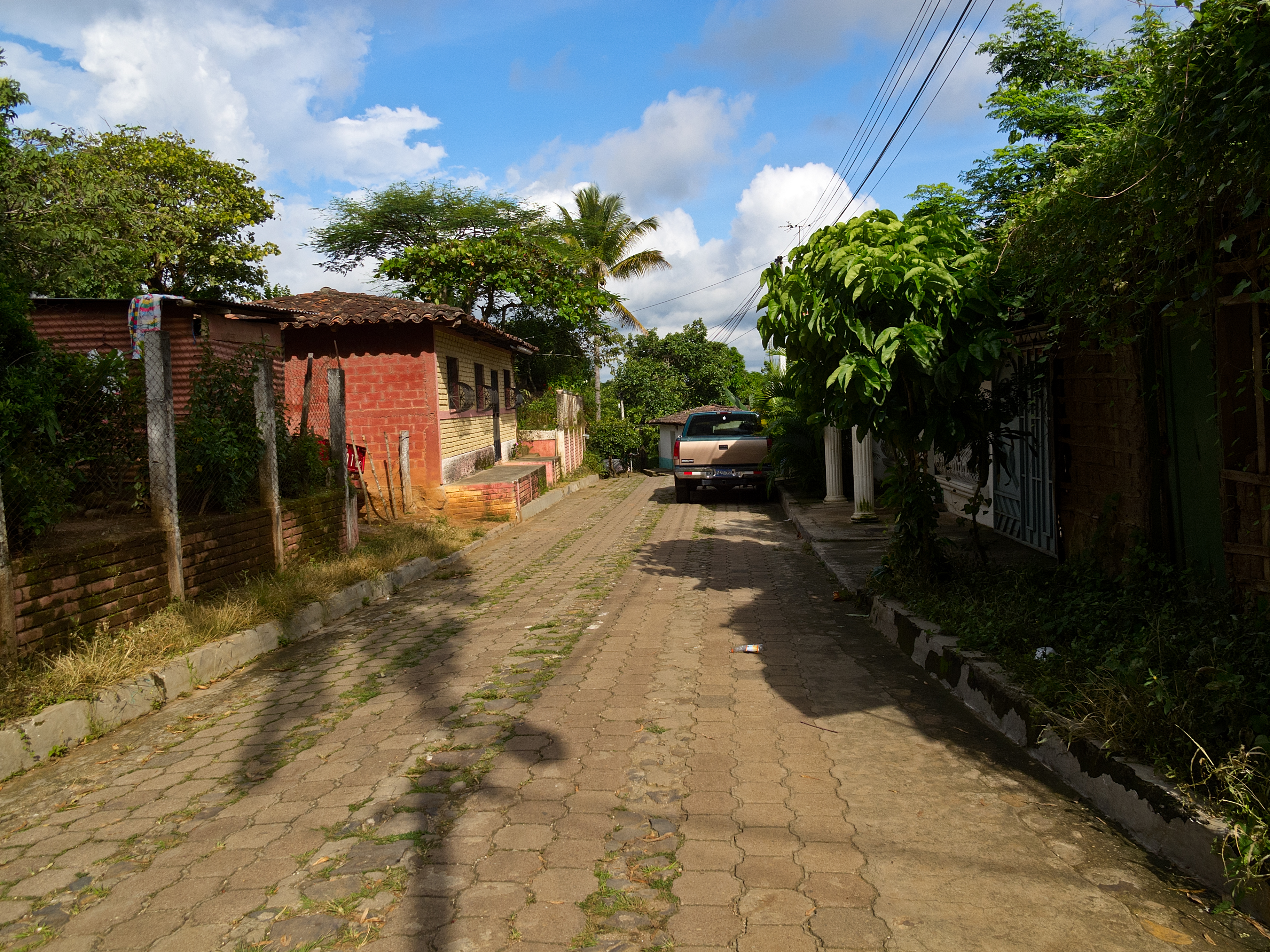

維蘇卡爾（西班牙語：Huizúcar），是薩爾瓦多的城鎮，位於該國中西部，由拉利伯塔德省負責管轄，面積44.33平方公里，海拔高度610米，2007年人口14,465，人口密度每平方公里326.3人。
13°35′N 89°14′W / 13.583°N 89.233°W